# 苏州地铁4号线
苏州地铁4号线是苏州地铁运营中一条南北方向的主干地铁线路，全长42.03公里，全部为地下线路。整条线路北起相城区龙道浜站，南至吴江区同里站，共设站31座，车型采用B型车6节编组。
4号线设支线一条，为东西走向。线路东面从红庄站引出，西至木里站。设天鹅荡停车场一处。于2010年12月31日在吴江市奠基，并于2012年9月27日动工建设，2017年3月9日通过竣工验收，于2017年4月15日开通试运营。于2024年10月10日4号线支线接入7号线运行系统。

## 线路走向
连接苏州相城区、古城区、吴中区与吴江区松陵镇，全线由北向南沿人民路穿越古城区中心，途经活力岛、苏州火车站、北寺塔、观前商业中心、南门商圈、吴中汽车站、吴江滨湖新城、吴江汽车站等交通枢纽和商业中心。
这一线路的具体线位为：北起龙道浜站，经过文灵路、广济路北延、苏州火车站、人民路、东吴北路、东吴南路、田上江路、鲈乡路、江兴西路、秋枫路、学院路、甘泉西路，直抵同里站，总长41.5公里，设站30座。

## 车站

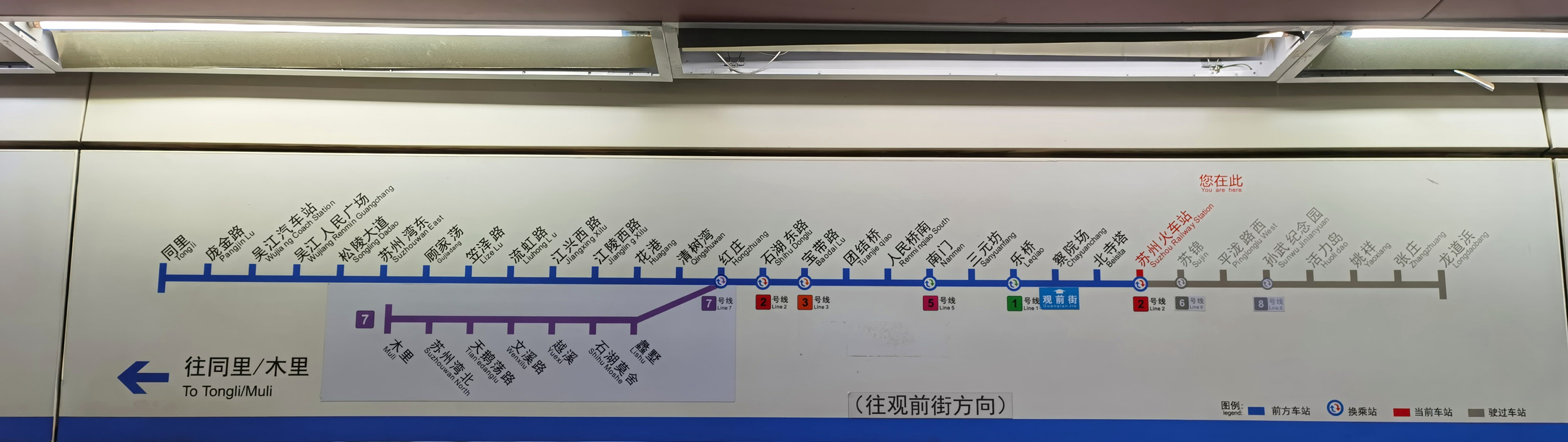
4号线站名表，摄于苏州火车站。其中原4号线支线已经分离成7号线独立运行

### 换乘站
- 47莫陽 — 换乘7号线（建設中）
- 48孫武紀念園 — 换乘8号线
- 46苏錦 — 换乘6号線
- 24蘇州火車站 — 换乘2号线
- 14乐橋 — 换乘1号线
- 45南門 — 换乘5号线
- 34寶帶路 — 换乘3号线
- 24石湖东路 — 换乘2号线
- 47紅莊 — 换乘7号线

### 车站列表
| 观塘路       | Guantanglu               | —              | 相城区 | 地下岛式站台   | 2027年        |
| 漕湖大道     | Caohudadao               | —              | 相城区 | 地下岛式站台   | 2027年        |
| 莫阳         | Moyang                   | 7号线（在建）  | 相城区 | 地下岛式站台   | 2027年        |
| 太阳路       | Taiyanglu                | —              | 相城区 | 地下岛式站台   | 2027年        |
| 龙道浜       | Longdaobang              | —              | 相城区 | 地下岛式站台   | 2017年4月15日 |
| 张庄         | Zhangzhuang              | —              | 相城区 | 地下岛式站台   | 2017年4月15日 |
| 姚祥         | Yaoxiang                 | —              | 相城区 | 地下岛式站台   | 2017年4月15日 |
| 活力岛       | Huolidao                 | —              | 相城区 | 地下岛式站台   | 2017年4月15日 |
| 孙武纪念园   | Sunhu Jinianyuan         | 8号线          | 相城区 | 地下岛式站台   | 2017年4月15日 |
| 平泷路西     | Pinglonglu West          | —              | 姑苏区 | 地下岛式站台   | 2017年4月15日 |
| 苏锦         | Sujin                    | 6号线          | 姑苏区 | 地下岛式站台   | 2017年4月15日 |
| 苏州火车站   | Suzhou Railway Station   | 2号线 苏州站   | 姑苏区 | 地下岛式站台   | 2017年4月15日 |
| 北寺塔       | Beisita                  | 9号线（規劃）  | 姑苏区 | 地下岛式站台   | 2017年4月15日 |
| 察院场       | Chayuanchang             | —              | 姑苏区 | 地下岛式站台   | 2017年4月15日 |
| 乐桥         | Leqiao                   | 1号线          | 姑苏区 | 地下側式站台   | 2017年4月15日 |
| 三元坊       | Sanyuanfang              | —              | 姑苏区 | 地下岛式站台   | 2017年4月15日 |
| 南门         | Nanmen                   | 5号线          | 姑苏区 | 地下岛式站台   | 2017年4月15日 |
| 人民桥南     | Renminqiao South         | —              | 姑苏区 | 地下岛式站台   | 2017年4月15日 |
| 团结桥       | Tuanjieqiao              | —              | 吴中区 | 地下岛式站台   | 2017年4月15日 |
| 宝带路       | Baodailu                 | 3号线          | 吴中区 | 地下岛式站台   | 2017年4月15日 |
| 石湖东路     | Shihudonglu              | 2号线          | 吴中区 | 地下岛式站台   | 2017年4月15日 |
| 红庄         | Hongzhuang               | 7号线          | 吴中区 | 地下雙岛式站台 | 2017年4月15日 |
| 清树湾       | Qingshuwan               | —              | 吴江区 | 地下岛式站台   | 2017年4月15日 |
| 花港         | Huagang                  | —              | 吴江区 | 地下岛式站台   | 2017年4月15日 |
| 江陵西路     | Jianglingxilu            | —              | 吴江区 | 地下岛式站台   | 2017年4月15日 |
| 江兴西路     | Jiangxingxilu            | —              | 吴江区 | 地下岛式站台   | 2017年4月15日 |
| 流虹路       | Liuhonglu                | —              | 吴江区 | 地下岛式站台   | 2017年4月15日 |
| 笠泽路       | Lizelu                   | —              | 吴江区 | 地下岛式站台   | 2017年4月15日 |
| 顾家荡       | Gujiadang                | 14号线（規劃） | 吴江区 | 地下岛式站台   | 2017年4月15日 |
| 苏州湾东     | Suzhouwan East           | —              | 吴江区 | 地下岛式站台   | 2017年4月15日 |
| 松陵大道     | Songlingdadao            | —              | 吴江区 | 地下岛式站台   | 2017年4月15日 |
| 吴江人民广场 | Wujiang Renminguangchang | 10号线（規劃） | 吴江区 | 地下岛式站台   | 2017年4月15日 |
| 吴江汽车站   | Wujiang Qichezhan        | —              | 吴江区 | 地下岛式站台   | 2017年4月15日 |
| 庞金路       | Pangjinlu                | —              | 吴江区 | 地下岛式站台   | 2017年4月15日 |
| 同里         | Tongli                   | —              | 吴江区 | 地下岛式站台   | 2017年4月15日 |

## 运营

### 运营时间
4号线营运时间为每日清晨5:40（双向首班车）至当晚23:32（同里站方向庞金路站进站），如下表所示。
| 周一至周日   | 周一至周日    | 周一至周日 |
| ------------ | ------------- | ---------- |
| 时段名       | 时段          | 间隔       |
| 工作日早高峰 | 7:30 — 9:00   | 5分55秒    |
| 工作日晚高峰 | 17:00 — 19:00 | 6分        |
| 非工作日高峰 | 10:00 — 20:40 | 6分20秒    |
| 其他时间     | -             | 6分55秒    |

## 车辆
4号线采用6节编组B型车，初期配属车辆40列，增购列车10列，最高运行速度80km/h。

### 一期列车
- 厂商型号：PM081
- 制造厂商： 中国 南车南京浦镇车辆有限公司
- 制造年份：2015 ~ 2016
- 外观特征：列车采用鼓形车体设计，以蓝、黑、白三色为主色调，两边各有一条蓝色的饰带，窗框周围则为黑色；车头设红色LED方向幕显示终点站。
- 车体材质：铝合金车体
- 车辆编成：6节编组（=Tc-Mp-M+M-Mp-Tc=）
- 车体尺寸：头车长 20.90 m，中间车长 19.52 m，宽 2.88 m，高 3.765 m
- 车门宽度：1.3 m
- 相同车厢车门中心距：4.88 m
- 相邻车厢车门中心距：4.88 m
- 供电制式：架空接触网供电，DC 1500 V
- 设计时速：80 km/h
- 额定载客量：1436人
- 极限载客量：2034人
- 电气牵引系统：
  - 常规牵引系统
    - 斯柯达原设计 / 江苏经纬轨道交通设备有限公司代工生产 5ML-3836-K/4 型鼠笼式三相异步交流牵引电动机（额定功率：190 kW，4×4台）
    - 斯柯达原设计 / 江苏经纬轨道交通设备有限公司代工生产 TM-12.3 型 IGBT-VVVF（1C4M1群方式控制，4组）

  - 国产化自主牵引系统
    - 牵引电机暂时不明
    - 江苏经纬轨道交通设备有限公司生产 WIND-TCM-1B0800FU系列 IGBT-VVVF（1C4M1群方式控制，4组）
- 转向架：中车南京浦镇车辆制 PW80E-Ⅱ 型无摇枕式空气弹簧转向架（6×2台）
- 转向架轴重：14 t
- 转向架轴距：2.3 m
- 车辆总数：PM081型共40列（0401 ~ 0440）
- 此列车设有电子线路图和LED屏
- 设施特征：车头使用LED灯照明；列车驾驶室间壁门设有镜面镀膜玻璃窗，可观看到司机操作和前方风景；0440车组在车身侧面安装了环境监测摄像头。

### 增购列车
- 厂商型号：PM254
- 制造厂商： 中国 中车南京浦镇车辆有限公司
- 制造年份：2023 ~ 2024
- 外观特征：列车采用鼓形车体设计，以蓝、黑、白三色为主色调，两边各有一条蓝色的饰带，窗框周围则为黑色；车头设红色LED方向幕显示终点站。
- 车体材质：铝合金车体
- 车辆编成：6节编组（=Tc-Mp-M+M-Mp-Tc=）
- 车体尺寸：头车长 20.90 m，中间车长 19.52 m，宽 2.88 m，高 3.765 m
- 车门宽度：1.3 m
- 相同车厢车门中心距：4.88 m
- 相邻车厢车门中心距：4.88 m
- 供电制式：架空接触网供电，DC 1500 V
- 设计时速：80 km/h
- 额定载客量：1468人
- 极限载客量：1880人
- 电气牵引系统：
  - 江苏经纬轨道交通设备有限公司生产 WIND-TMM-1T506-659YNJ03 型混合磁阻同步牵引电机（额定功率：190 kW，4×4台）
  - 江苏经纬轨道交通设备有限公司生产 WIND-TCM-1B1200FU03 型 IGBT-VVVF（1C1M4群方式控制，4组）
- 转向架：中车南京浦镇车辆制 PW80E-Ⅱ 型无摇枕式空气弹簧转向架（6×2台）
- 转向架轴重：14 t
- 转向架轴距：2.3 m
- 车辆总数：PM254型共10列（0441 ~ 0450）
- 此列车设有电子线路图和LED屏
- 设施特征：车头使用LED灯照明；列车驾驶室间壁门设有镜面镀膜玻璃窗，可观看到司机操作和前方风景；车内电视机尺寸相较于一期列车明显增大；增加了紧急通风窗。

另有10列PM102型列车于4号线行驶；2024年10月11日起，PM259型列车于4号线支线全线运营，取代了之前运营的PM081型与PM102型，直至2024年底支线并入7号线。

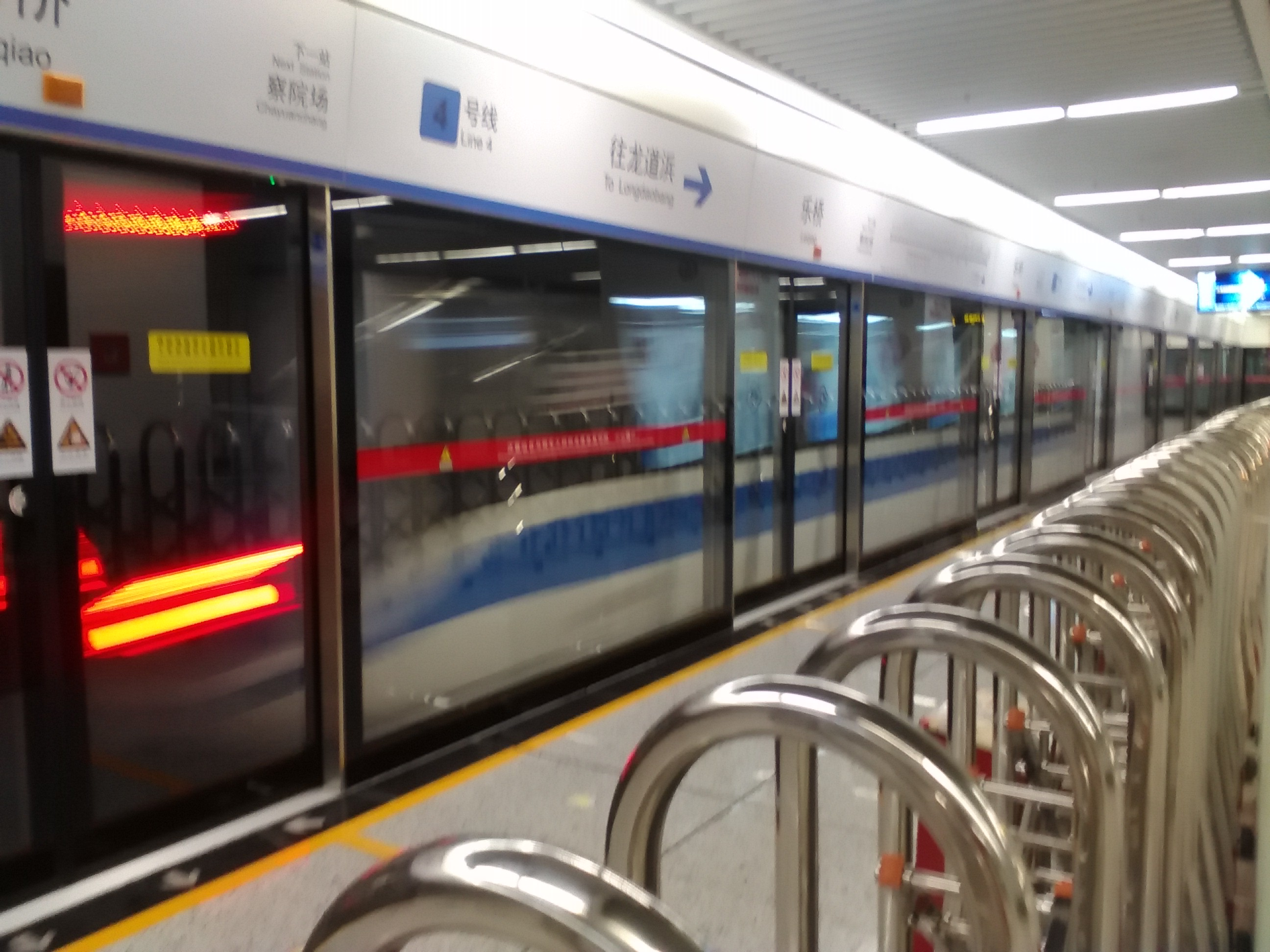
空载试运行中的4号线列车驶出乐桥站（摄于2017年3月）
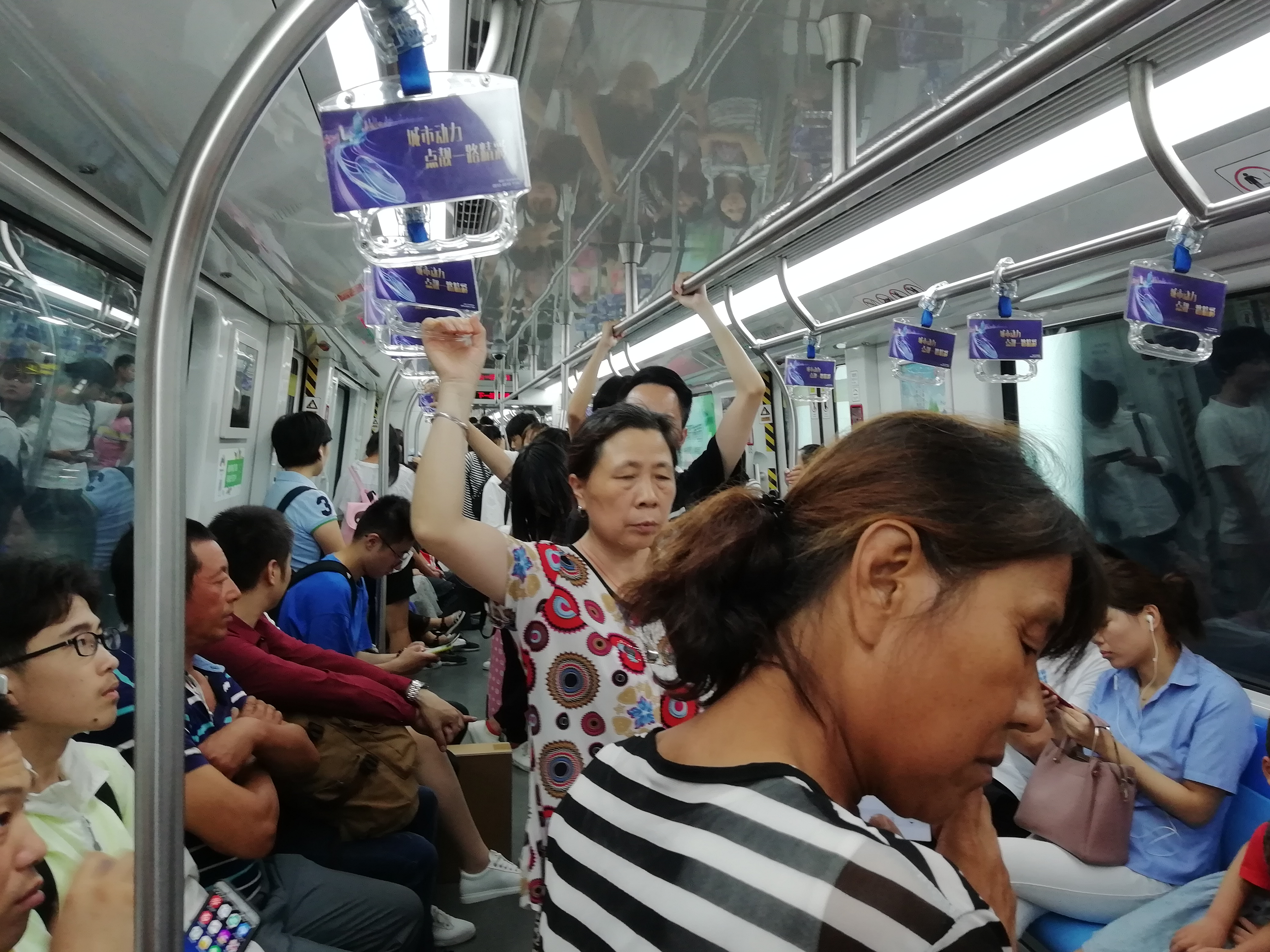
车厢内部（2018年5月）
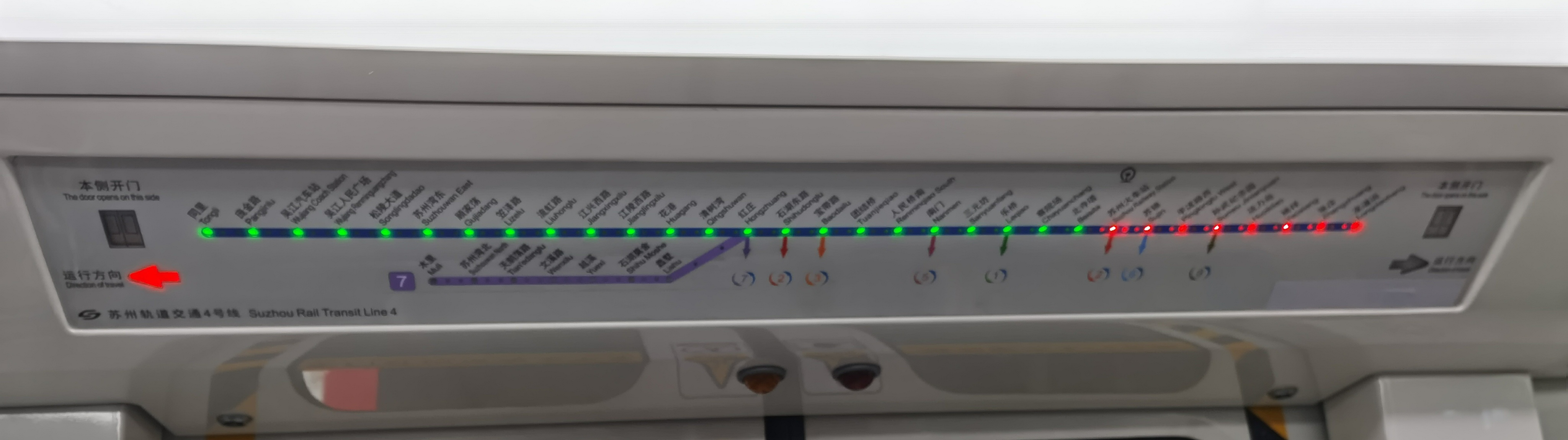
列车车门上方的LED电子线路图，原4号线支线用7号线颜色的贴纸覆盖

## 历史
- 2010年12月31日，4号线及支线工程在吴江市奠基。
- 2012年8月15日，国家发改委批复苏州市轨道交通4号线及支线工程可行性研究报告[4]。
- 2012年9月27日，4号线及支线开工建设。
- 2013年10月15日，4号线盾构机在元和停车场出发开始首段盾构[5]。
- 2013年12月16日，4号线支线开始盾构。
- 2014年12月18日，4号线开始铺轨。
- 2015年3月18日，开始供电施工。
- 2015年8月16日，4号线及支线全线洞通。
- 2015年9月28日，4号线首列车抵达松陵车辆段。
- 2015年12月18日，4号线及支线全线轨通。
- 2016年4月9日，4号线及支线全线电通。
- 2016年12月，4号线顺利通过项目工程验收[6]，并于12月7日开始试运行。
- 2017年3月25日至27日，苏州地铁运营方组织4号线“万人试乘”活动。苏州市民可通过20日至24日期间在1号线、2号线及4号线部分车站领取的试乘券体验[7]。
- 2017年4月15日，4号线开始试运营，乘客可购买单程票或使用公交卡进站乘车并与1、2号线换乘[3]。上线当天客流21.18万人次。
- 2017年4月30日，4号线客流突破30万，其中主线326598人次，支线35095人次。
- 2017年12月31日，4号线支线客流首次突破4万，达到42151人次。
- 2024年2月26日，4号线在工作日早高峰增开1列支线到主线贯通运行列车[8]。
- 2024年12月1日，4号线支线正式并入7号线。